# Sharifabad
Sharīfābād (farsi شریف‌آباد) è una città dello shahrestān di Pakdasht, circoscrizione di Sharifabad, nella provincia di Teheran in Iran. Aveva, nel 2006, una popolazione di 8.870 abitanti. Si trova a sud-est di Pakdasht.